# Дурје
Дурје (фр. Douriez) насеље је и општина у североисточној Француској у региону Север-Па д Кале, у департману Па де Кале која припада префектури Montreuil.
По подацима из 2011. године у општини је живело 309 становника, а густина насељености је износила 34,95 становника/km². Општина се простире на површини од 8,84 km². Налази се на средњој надморској висини од 14 метара (максималној 102 m, а минималној 7 m).

## Демографија
| 1962. | 1968. | 1975. | 1982. | 1990. | 1999. | 2011. |
| ----- | ----- | ----- | ----- | ----- | ----- | ----- |
| 276   | 281   | 239   | 259   | 256   | 296   | 309   |

График промене броја становника у току последњих година